# تصفيات بطولة أمم أوروبا 2016 المجموعة أ

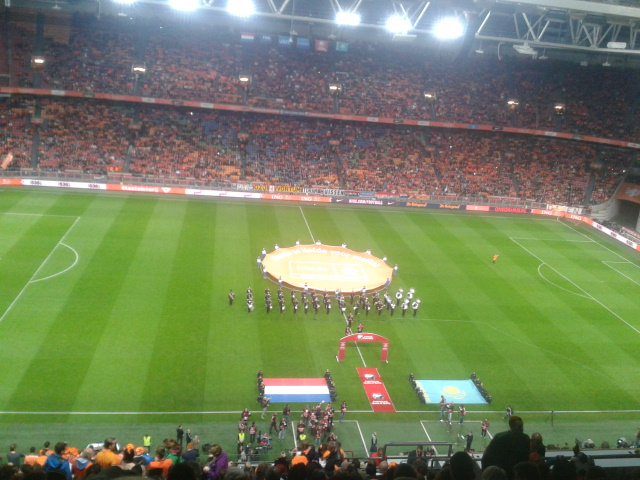
اصطفاف فريقي هولندا وكازاخستان قبيل المباراة

تصفيات بطولة أمم أوروبا 2016 المجموعة أ كانت واحدة من بين تسع مجموعات لتحديد الفرق التي سوف تتأهل إلى نهائيات بطولة أمم أوروبا 2016. تتكون المجموعة من ستة فرق: هولندا، جمهورية التشيك، تركيا، لاتفيا، آيسلندا، وكازاخستان، حيث لعبوا ضد بعضهم البعض ذهاباً وإياباً بنظام الدوري.
أفضل فريقين تأهلا مباشرة إلى النهائيات. الفريق صاحب المركز الثالث تأهل مباشرة أيضًا إذا كان لديه أفضل سجل بين الفرق أصحاب المركز الثالث من جميع المجموعات المؤهلة، وإلا فإنه سوف يدخل المباريات الفاصلة من أجل نيل فرصة أخرى للتاهل.
تأهلت جمهوري التشيك وآيسلندا إلى النهائيات كمتصدر ووصيف للمجموعة على التوالي. كما تأهلت تركيا التي حلت ثالثاً، كونها كانت الأعلى ترتيباً بين جميع الفرق أصحاب المركز الثالث.

## الترتيب
| م | الفريق         | لعب | ف | ت | خ | أ.له | أ.ع | أ.ف | نقاط | التأهل                     |     | جمهورية التشيك | آيسلندا | تركيا | هولندا | كازاخستان | لاتفيا |
| - | -------------- | --- | - | - | - | ---- | --- | --- | ---- | -------------------------- | --- | -------------- | ------- | ----- | ------ | --------- | ------ |
| 1 | جمهورية التشيك | 10  | 7 | 1 | 2 | 19   | 14  | +5  | 22   | تأهل إلى المسابقة النهائية |     | —              | 2–1     | 0–2   | 2–1    | 2–1       | 1–1    |
| 2 | آيسلندا        | 10  | 6 | 2 | 2 | 17   | 6   | +11 | 20   | تأهل إلى المسابقة النهائية |     | 2–1            | —       | 3–0   | 2–0    | 0–0       | 2–2    |
| 3 | تركيا          | 10  | 5 | 3 | 2 | 14   | 9   | +5  | 18   | تأهل إلى المسابقة النهائية |     | 1–2            | 1–0     | —     | 3–0    | 3–1       | 1–1    |
| 4 | هولندا         | 10  | 4 | 1 | 5 | 17   | 14  | +3  | 13   |                            |     | 2–3            | 0–1     | 1–1   | —      | 3–1       | 6–0    |
| 5 | كازاخستان      | 10  | 1 | 2 | 7 | 7    | 18  | −11 | 5    |                            | 2–4 | 0–3            | 0–1     | 1–2   | —      | 0–0       |        |
| 6 | لاتفيا         | 10  | 0 | 5 | 5 | 6    | 19  | −13 | 5    |                            | 1–2 | 0–3            | 1–1     | 0–2   | 0–1    | —         |        |

## المباريات
صدر جدول المباريات من قبل اليويفا نفس اليوم القرعة، التي أقيمت في 23 فبراير 2014 في نيس. الأوقات حسب ت وأ/ت وأ ص، كما هو موضح من قبل اليويفا (الأوقات المحلية بين قوسين)
| كازاخستان | 0–0   | لاتفيا |
| --------- | ----- | ------ |
|           | تقرير |        |

| جمهورية التشيك            | 2–1   | هولندا     |
| ------------------------- | ----- | ---------- |
| دوتشكال 22' · بيلار 90+1' | تقرير | دي فري 55' |

| آيسلندا                                          | 3–0   | تركيا |
| ------------------------------------------------ | ----- | ----- |
| بودفارسون 19' · غ. سيغوردسون 76' · سيغبورسون 77' | تقرير |       |

| لاتفيا | 0–3   | آيسلندا                                        |
| ------ | ----- | ---------------------------------------------- |
|        | تقرير | غ. سيغوردسون 66' · غونارسون 77' · غيسلاسون 90' |

| هولندا                                            | 3–1   | كازاخستان   |
| ------------------------------------------------- | ----- | ----------- |
| هونتيلار 62' · أفيلاي 82' · فان بيرسي 89' (ركلة.) | تقرير | عبدولين 17' |

| تركيا    | 1–2   | جمهورية التشيك          |
| -------- | ----- | ----------------------- |
| بولوت 8' | تقرير | سيفوك 15' · دوتشكال 58' |

| كازاخستان             | 2–4   | جمهورية التشيك                                    |
| --------------------- | ----- | ------------------------------------------------- |
| لوغفينينكو 84'، 90+1' | تقرير | دوتشكال 13' · لافاتا 44' · كريتشي 56' · نتسيد 88' |

| آيسلندا                       | 2–0   | هولندا |
| ----------------------------- | ----- | ------ |
| غ. سيغوردسون 10' (ركلة.)، 42' | تقرير |        |

| لاتفيا             | 1–1   | تركيا    |
| ------------------ | ----- | -------- |
| شابالا 54' (ركلة.) | تقرير | كيسا 47' |

| هولندا                                                       | 6–0   | لاتفيا |
| ------------------------------------------------------------ | ----- | ------ |
| فان بيرسي 6' · روبن 35'، 82' · هونتيلار 42'، 89' · بروما 78' | تقرير |        |

| جمهورية التشيك                         | 2–1   | آيسلندا         |
| -------------------------------------- | ----- | --------------- |
| كاديرابيك 45+1' · بودفارسون 61' (ه.ذ.) | تقرير | ر. سيغوردسون 9' |

| تركيا                             | 3–1   | كازاخستان          |
| --------------------------------- | ----- | ------------------ |
| يلماز 26' (ركلة.)، 29' · عزيز 83' | تقرير | سماكوف 87' (ركلة.) |

| كازاخستان | 0–3   | آيسلندا                                |
| --------- | ----- | -------------------------------------- |
|           | تقرير | غوديونسن 20' · ب. بيارناسون 32'، 90+1' |

| جمهورية التشيك | 1–1   | لاتفيا           |
| -------------- | ----- | ---------------- |
| بيلار 90'      | تقرير | أ. فيشناكوفس 30' |

| هولندا         | 1–1   | تركيا     |
| -------------- | ----- | --------- |
| هونتيلار 90+2' | تقرير | يلماز 37' |

| كازاخستان | 0–1   | تركيا     |
| --------- | ----- | --------- |
|           | تقرير | توران 83' |

| آيسلندا                      | 2–1   | جمهورية التشيك |
| ---------------------------- | ----- | -------------- |
| غونارسون 60' · سيغبورسون 76' | تقرير | دوتشكال 55'    |

| لاتفيا | 0–2   | هولندا                     |
| ------ | ----- | -------------------------- |
|        | تقرير | فينالدوم 67' · نارسينغ 71' |

| جمهورية التشيك | 2–1   | كازاخستان      |
| -------------- | ----- | -------------- |
| شكودا 74'، 86' | تقرير | لوغفينينكو 21' |

| هولندا | 0–1   | آيسلندا                  |
| ------ | ----- | ------------------------ |
|        | تقرير | غ. سيغوردسون 51' (ركلة.) |

| تركيا     | 1–1   | لاتفيا       |
| --------- | ----- | ------------ |
| إينان 77' | تقرير | شابالا 90+1' |

| لاتفيا      | 1–2   | جمهورية التشيك             |
| ----------- | ----- | -------------------------- |
| زيوزينس 73' | تقرير | ليمبيرسكي 13' · داريدا 25' |

| تركيا                               | 3–0   | هولندا |
| ----------------------------------- | ----- | ------ |
| أوزيعقوب 8' · توران 26' · يلماز 86' | تقرير |        |

| آيسلندا | 0–0   | كازاخستان |
| ------- | ----- | --------- |
|         | تقرير |           |

| آيسلندا                         | 2–2   | لاتفيا                  |
| ------------------------------- | ----- | ----------------------- |
| سيغبورسون 5' · غ. سيغوردسون 27' | تقرير | تساونا 49' · شابالا 68' |

| كازاخستان  | 1–2   | هولندا                    |
| ---------- | ----- | ------------------------- |
| كوات 90+6' | تقرير | فينالدوم 33' · سنايدر 50' |

| جمهورية التشيك | 0–2   | تركيا                                 |
| -------------- | ----- | ------------------------------------- |
|                | تقرير | إينان 62' (ركلة.) · تشالهان أوغلو 79' |

| لاتفيا | 0–1   | كازاخستان |
| ------ | ----- | --------- |
|        | تقرير | كوات 65'  |

| هولندا                       | 2–3   | جمهورية التشيك                                   |
| ---------------------------- | ----- | ------------------------------------------------ |
| هونتيلار 70' · فان بيرسي 83' | تقرير | كاديرابيك 24' · شورال 35' · فان بيرسي 66' (ه.ذ.) |

| تركيا     | 1–0   | آيسلندا |
| --------- | ----- | ------- |
| إينان 89' | تقرير |         |

## الهدافين
6 أهداف
- غيلفي سيغوردسون

5 أهداف
- كلاس يان هونتيلار

4 أهداف
- بوريك دوتشكال
- براق يلماز

3 أهداف
- كولبين سيغبورسون
- يوري لوغفينينكو
- فاليريس شابالا
- روبين فان بيرسي
- سلجوق إينان

هدفين
- بافل كاديرابيك
- فاتسلاف بيلار
- ميلان شكودا
- بيركير بيارناسون
- آرون غونارسون
- إسلامبيك كوات
- آريين روبن
- جورجينيو فينالدوم
- أردا توران

هدف واحد
- فلاديمير داريدا
- لاديسلاف كريتشي
- دافيد لافاتا
- ديفيد ليمبيرسكي
- توماش نتسيد
- توماش سيفوك
- يوزيف شورال
- يون دادي بودفارسون
- روريك غيسلاسون
- إيدور غوديونسون
- راغنار سيغورسدون
- رينات عبدولين
- سامات سماكوف
- ألكساندرس تساونا
- أليكسييس فيشناكوفس
- أرتورس زيوزينس
- إبراهيم أفيلاي
- جيفري بروما
- ستيفان دي فري
- لوسيانو نارسينغ
- ويسلي سنايدر
- سردار عزيز
- أوموت بولوت
- هاكان تشالهان أوغلو
- بلال كيسا
- أوغوزخان أوزيعقوب

هدف ذاتي واحد

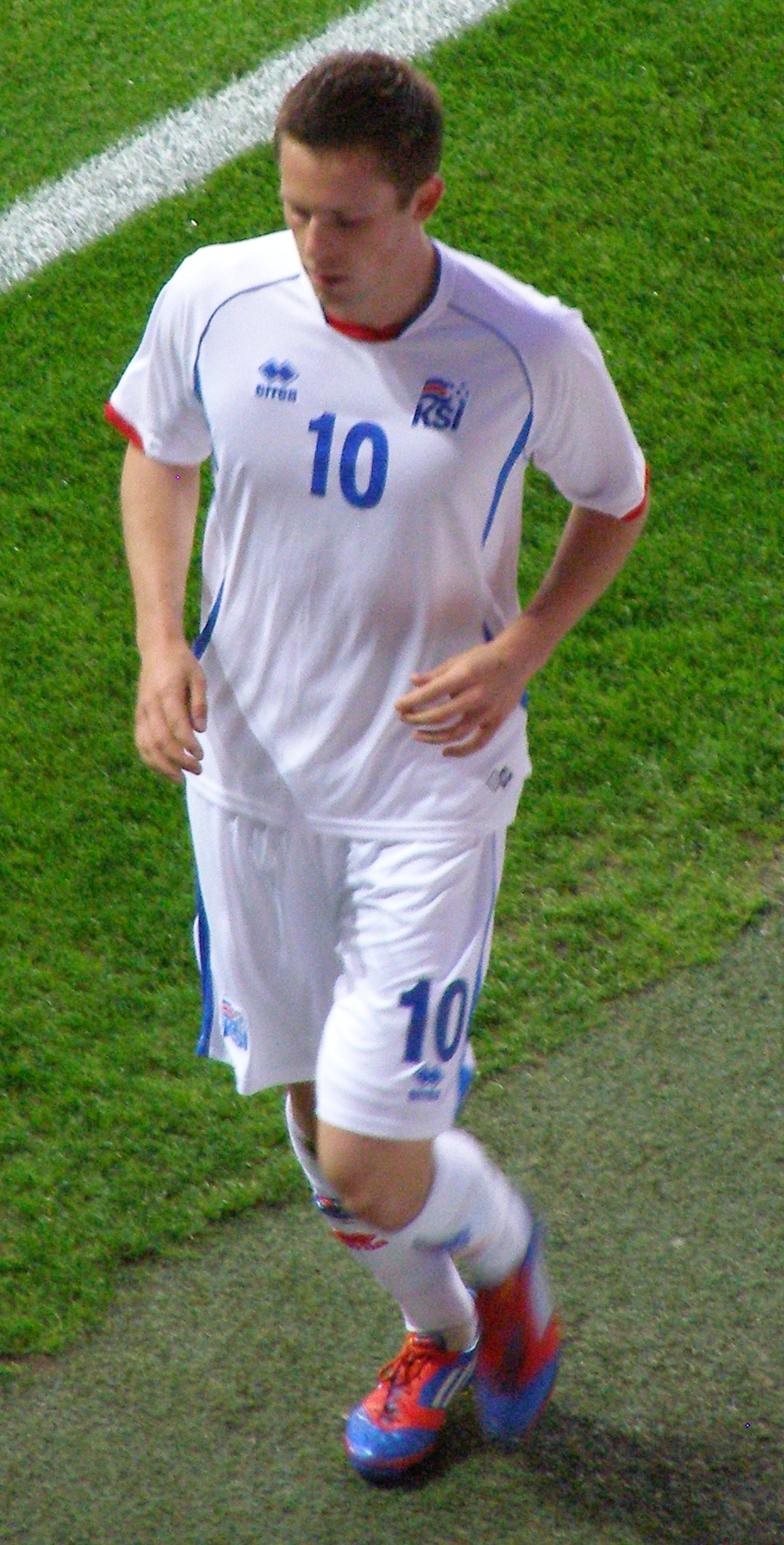
غيلفي سيغوردسون من آيسلندا هو متصدر هدافي المجموعة بـ6 أهداف

- يون دادي بودفارسون (لعب ضد جمهورية التشيك)
- روبين فان بيرسي (لعب ضد جمهورية التشيك)

## الانضباط
اللاعب يوقف تلقائياً عن المباراة المقبلة للمخالفات التالية:
- تلقي بطاقة حمراء (يمكن تمديد إيقافات البطاقات الحمراء للمخالفات الخطيرة)
- تلقي ثلاث بطاقات صفراء في ثلاث مباريات مختلفة، وكذلك بعد الخامسة وأي بطاقة صفراء لاحقة (تستمر إيقافات البطاقات الصفراء إلى المباريات الفاصلة، ولكن ليس إلى النهائيات أو أي مباريات دولية مستبقلية أخرى)

تم فرض الإيقافات التالية خلال مباريات التصفيات:
| الفريق         | اللاعب              | المخالفة                                                                                  | موقوف للمباراة                                                                         |
| -------------- | ------------------- | ----------------------------------------------------------------------------------------- | -------------------------------------------------------------------------------------- |
| جمهورية التشيك | بوريك دوتشكال       | ضد آيسلندا (16 نوفمبر 2014) · ضد لاتفيا (28 مارس 2015) · ضد تركيا (10 أكتوبر 2015)        | ضد هولندا (13 أكتوبر 2015)                                                             |
| آيسلندا        | آرون غونارسون       | ضد كازاخستان (6 سبتمبر 2015)                                                              | ضد لاتفيا (10 أكتوبر 2015)                                                             |
| كازاخستان      | باويرجان دجولخييف   | ضد هولندا (10 أكتوبر 2014)                                                                | ضد جمهورية التشيك (13 أكتوبر 2014) ضد تركيا (16 نوفمبر 2014) ضد آيسلندا (28 مارس 2015) |
| كازاخستان      | دميتري شومكو        | ضد هولندا (10 أكتوبر 2014) · ضد تركيا (12 يونيو 2015) · ضد جمهورية التشيك (3 سبتمبر 2015) | ضد آيسلندا (6 سبتمبر 2015)                                                             |
| لاتفيا         | أرتيومس رودنيفس     | ضد آيسلندا (10 أكتوبر 2014)                                                               | ضد تركيا (13 أكتوبر 2014)                                                              |
| لاتفيا         | غينتس فريمانيس      | ضد تركيا (13 أكتوبر 2014)                                                                 | ضد هولندا (16 نوفمبر 2014)                                                             |
| هولندا         | برونو مارتينز إيندي | ضد آيسلندا (3 سبتمبر 2015)                                                                | ضد تركيا (6 سبتمبر 2015) ضد كازاخستان (10 أكتوبر 2015)                                 |
| هولندا         | غريغوري فان دير فيل | ضد تركيا (28 مارس 2015) · ضد آيسلندا (3 سبتمبر 2015) · ضد تركيا (6 سبتمبر 2015)           | ضد كازاخستان (10 أكتوبر 2015)                                                          |
| تركيا          | عمر توبراك          | ضد آيسلندا (9 سبتمبر 2014)                                                                | ضد جمهورية التشيك (10 أكتوبر 2014)                                                     |
| تركيا          | أردا توران          | ضد آيسلندا (9 سبتمبر 2014) · ضد لاتفيا (13 أكتوبر 2014) · ضد كازاخستان (16 نوفمبر 2014)   | ضد هولندا (28 مارس 2015)                                                               |

## روابط خارجية
- UEFA Euro 2016 qualifying round Group A